# Huangpu Jiang
Huangpu Jiang (chiń. upr. 黄浦江; chiń. trad. 黃浦江; pinyin Huángpǔ Jiāng; Wade-Giles Huang-p’u Chiang; dosł. „Rzeka Żółtego Brzegu”) – rzeka we wschodnich Chinach, w mieście Szanghaj, południowy dopływ Jangcy. Wypływa z jeziora Dianshan Hu. Liczy 114 km długości, średnia głębokość wynosi 8 m, maksymalna 22 m, w środkowym biegu ma 300–400 m szerokości, a u ujścia ok. 800 m szerokości.
Rzeka dzieli Szanghaj na dwie części: Puxi („na zachód od [Huang] Pu”) i Pudong („na wschód od Pu”). Puxi to dawny Szanghaj, a Pudong to nowe centrum biznesowe. Rozwój Pudongu związany jest z budową przez Huangpu Jiang kilku potężnych mostów i poprowadzeniu pod jej dnem tuneli metra, łączącego obie części miasta. Nad rzeką leży szanghajski Bund, a u jej ujścia do Jangcy w Wusongkou leży znaczna część portu szanghajskiego. Huangpu jest niezwykle ruchliwą śródlądową drogą wodną,
Huangpu Jiang dostarcza wody pitnej dla większości miasta. Wraz z Suzhou He jest też głównym miejscem zrzutu miejskich ścieków (4 mln ton rocznie w latach 1990, z czego tylko 4% oczyszczone), co powodowalo jej całkowite zatrucie w obrębie miasta.